# Abroncsos (Besztercebányai kerület)
Abroncsos (szlovákul Obručná) Ragyolc részét képező, túlnyomórészt szlovákok lakta kis település.

## Fekvése
Gyönyörű lombos erdő környezetben, a  Cseres hegység , szlovákul  Cerovská Vrchovina területén, Ragyolc központjától kb. 5 km-re délkeletre található. Magas hegyek határolják. Az erdős környezetben több kristálytiszta forrás található, melyek Ragyolcot is táplálják. Itt ered a Monický potok is. Gyönyörű kilátást, pihenési és sportolási lehetőséget nyújt.

## Története
Abroncsos mint település 1914-ben jött létre. Az itt élő és dolgozó szlovák  és magyar favágók hozták létre. A fát egy kis erdei vasúton szállították Ragyolcra. A második világháború idején Nógrádi Sándor partizán csapatai harcoltak a németekkel, akihez csatlakozott Bandúr Gyula ragyolci csapata is. Végül 17 partizán hunyt el a harcokban. Tiszteletükre lett fölépítve az Abroncsosi partizán emlékmű.
Abroncsosban található egy Rekreációs tábor is.